# پیت استریت (جرج تاون)
پیت استریت، جرج تاون (انگلیسی: Pitt Street, George Town) یا جالان مسجید کاپیتان کلینگ در زبان مالایی، یک گذرگاه اصلی مهم در شهر جرج تاون ایالت پنانگ، مالزی است. این گذرگاه یکی از قدیمی‌ترین خیابان‌ها در مرکز شهر می‌باشد، که برای یادبود ویلیام پیت جوان‌تر، نخست‌وزیر بریتانیا در سال ۱۷۸۶ نامگذاری شد.
چهار مکان مخصوص عبادت از چهار مذهب مختلف شامل اسلام، تائوئیسم، هندوئیسم و مسیحیت به فاصله چند متر از یکدیگر در امتداد این خیابان قرار دارند که باعث شده نام مستعار خیابان هارمونی ( Street of Harmony) به آن بدهند.